# Ingenio
Ingenio, Las Palmas település Spanyolországban, Las Palmas tartományban. Ingenio Telde, Valsequillo de Gran Canaria és Agüimes községekkel határos. Lakosainak száma 32 747 fő (2024).

## Népesség
A település népessége az elmúlt években az alábbi módon változott:
| Lakosok száma | 25 237 | 26 857 | 28 132 | 29 319 | 30 048 | 30 173 | 30 529 | 31 321 | 31 932 | 32 747 |
|               | 2001   | 2004   | 2007   | 2009   | 2012   | 2014   | 2017   | 2019   | 2022   | 2024   |